# Lijst van afleveringen van Charmed (seizoen 3)
Hieronder staat een overzicht en een korte beschrijving van de afleveringen van seizoen 3 van Charmed.
| Titel | Release datum VS | Aflevering | Aflevering | Kijkers (miljoen) |
| --- | ---------------- | ---------- | ---------- | ----------------- |
| The Honeymoon's Over | 5 oktober 2000   | 45         | 3.01       | 7,7               |
| Terwijl Leo, Piper heeft meegenomen naar de hemelen, leveren Phoebe en Prue strijd met demonen die zich Guardians noemen. Deze beschermen sterfelijke moordenaars in ruil voor onschuldige zielen. |                  |            |            |                   |
| Magic Hour | 12 oktober 2000  | 46         | 3.02       | 5,1               |
| Terwijl de Halliwells een oplossing zoeken voor het dilemma van Piper, ontmoeten de zusters, Christopher en Brooke een koppel, dat het slachtoffer is van een warlock. |                  |            |            |                   |
| Once Upon a Time | 19 oktober 2000  | 47         | 3.03       | 5,4               |
| De Charmed Ones ontmoeten Kate, een jong meisje dat geterroriseerd wordt door trollen. Phoebe en Prue denken dat het meisje de hulp nodig heeft van de Charmed Ones. Piper gaat in staking tot de Elders Leo terug naar haar sturen. |                  |            |            |                   |
| All Halliwell's Eve | 26 oktober 2000  | 48         | 3.04       | 6,5               |
| De Charmed Ones worden met Halloween, door een tijdsvortex gezogen die hen terugbrengt naar Virginia, in het jaar 1670. |                  |            |            |                   |
| Sight Unseen | 2 november 2000  | 49         | 3.05       | 5,7               |
| Cole is razend wanneer hij verneemt dat de triade een andere demon (Troxa) een nemesis van Belthazor heeft gestuurd om de Charmed Ones te vernietigen. |                  |            |            |                   |
| Primrose Empath | 9 november 2000  | 50         | 3.06       | 6,1               |
| nadat Prue gebruik heeft gemaakt van een spreuk om de empaat Vince te redden, blijkt deze een zeer sterke demon te zijn. |                  |            |            |                   |
| Power Outage | 16 november 2000 | 51         | 3.07       | 5,7               |
| In een poging om de Charmed ones te vernietigen, werven Cole/Belthazor de hulp van Andras aan, een woededemon, en hij zorgt voor ruzies tussen de zusters. |                  |            |            |                   |
| Sleuthing With The Enemy | 14 december 2000 | 52         | 3.08       | 5,5               |
| Wanneer de zusters ontdekken dat Cole Belthazor is, moet Phoebe een van de moeilijkste beslissing van haar leven nemen: Cole laten leven of hem doden... |                  |            |            |                   |
| Coyote Piper | 11 januari 2001  | 53         | 3.09       | 5,1               |
| Piper gaat naar de schoolfeestje samen met Prue, maar dat haalt slechte herinneringen. Ook omdat dat Demon Piper haar lichaam in bezit heeft. |                  |            |            |                   |
| We All Scream For Ice Scream | 18 januari 2001  | 54         | 3.10       | 5,4               |
| Er worden kinderen ontvoerd, en Prue heeft vroeger hetzelfde meegemaakt maar dan met haar papa, Victor, en voor de bevrijding van kinderen moeten de zusters de hulp van Victor oproepen... |                  |            |            |                   |
| Blinded By The Whitelighter | 25 januari 2001  | 55         | 3.11       | 5,4               |
| Er komt een Elder om Leo te helpen de demonen op te zoeken, maar ze hebben ook hulp nodig van Magische Machten... |                  |            |            |                   |
| Wrestling With Demons | 1 februari 2001  | 56         | 3.12       | 5,9               |
| Prue kent een jongen uit het verleden die naar het kwade is overgestapt, en Prue wil hem bevrijden van het Kwaad, maar om hem te bevrijden moeten de zusters vechten met de demonen die worstelen kunnen. |                  |            |            |                   |
| Bride And Gloom | 8 februari 2001  | 57         | 3.13       | 5,4               |
| Er is een pastoor die de zusters willen uitschakelen en het Boek te nemen voor het kwaad, en wil ook de macht grijpen en dat doet ze via Prue's hulp, want ze is betoverd door de pastoor. |                  |            |            |                   |
| The Good, The Bad and The Cursed | 15 februari 2001 | 58         | 3.14       | 5,1               |
| Prue gaat samen met Cole naar het verleden om Phoebe te redden al ging het niet gemakkelijk... |                  |            |            |                   |
| Just Harried | 22 februari 2001 | 59         | 3.15       | 5,8               |
| Vandaag is het de grote dag voor Piper en Leo, maar wordt toch verstoord door Prue, beter gezegd de Astrale Prue. Want ze wil vrijheid. Maar alles komt goed, en het huwelijk gaat door. |                  |            |            |                   |
| Death Takes a Halliwell | 15 maart 2001    | 60         | 3.16       | 5,4               |
| Prue leert een waardevolle les, want ze leert dat Engel Des Doods niet zijn schuld over de dood van zijn moeder. |                  |            |            |                   |
| Pre-Witched | 22 maart 2001    | 61         | 3.17       | 5,1               |
| Piper wil verhuizen, maar wordt verstoord door een kat die een demon is geworden en 9 levens heeft. Maar het wordt ook herinnerd aan Grams en Patty, hoe Grams stierf... |                  |            |            |                   |
| Sin Francisco | 19 april 2001    | 62         | 3.18       | 4,0               |
| Er is een demon vrij met 7 hoofdzonden. En de Halliwells moeten hem stoppen maar wordt ook besmet door 1 van Hoofdzonden. |                  |            |            |                   |
| The Demon Who Came In From The Cold | 26 april 2001    | 63         | 3.19       | 3,5               |
| Cole gaat undercover bij broederschap. En vraagt vergiffenis, maar hij moet zich bewijzen dat hij nog altijd een demon is... |                  |            |            |                   |
| Exit Strategy | 5 mei 2001       | 64         | 3.20       | 4,1               |
| Phoebe wordt ongerust, want Cole is gevangengenomen door een van de broeders. Maar Cole draait door en doodt de onschuldige. |                  |            |            |                   |
| Look Who's Barking | 10 mei 2001      | 65         | 3.21       | 4,7               |
| Phoebe's hart is gebroken, iets wat ze laat zien door een Banshee te worden. Dit wordt pas ongedaan gemaakt wanneer blijkt dat ze nog van Cole houdt. Tegelijkertijd verandert Prue in een hond en is het aan Piper om de situatie op te lossen. |                  |            |            |                   |
| All Hell Breaks Loose | 17 mei 2001      | 66         | 3.22       | 5,6               |
| Piper en Prue worden door de pers ontmaskerd als heksen. Dit zorgt voor enorme problemen. Phoebe zit vast in de onderwereld samen met Cole. En op het moment wanneer Piper doodgeschoten wordt, moet Phoebe een deal met de Bron aangaan om het leven van Piper te redden. De Bron laat Tempus, de tijddemon, de tijd terugdraaien om alles ongedaan te maken op 1 ding na: Phoebe zit vast in de onderwereld waardoor ze Prue en Piper niet kan helpen in hun gevecht met de demon Shax. Derhalve wordt Prue door Shax gedood. |                  |            |            |                   |